# 컨택트 (영화)
《컨택트》(영어: Arrival 어라이벌[*])는 2016년 11월에 개봉한 미국의 SF 영화이다. 드니 빌뇌브가 감독을 맡았으며, 테드 창의 단편 소설 《당신 인생의 이야기》가 영화의 원작이다. 에이미 아담스, 제러미 레너, 포리스트 휘터커가 출연한다. 대한민국에서는 제21회 부산 국제 영화제에서 최초로 상영되었으며, 2017년 2월 2일 극장에서 개봉되었다.

## 줄거리
거대한 구체형 우주선이 갑자기 지구로 내려선다. 전 세계가 불안과 혼란에 휩싸여 있는 가운데 언어학자 루이즈 뱅크스는 우주선을 타고 온 자들의 언어를 해독하여 달라는 군의 요청을 받는다. 그들이 쓰는 글자를 열심히 읽다 보면 그녀는 시간을 거슬러 올라가는 이상한 느낌에 빠진다. 결국 언어를 둘러싼 다양한 수수께끼가 풀려 그들이 지구를 방문한 뜻밖의 이유와 인류를 향한 메시지가 확인되는데…….

## 출연
- 에이미 아담스 - 루이즈 뱅크스 박사
- 제러미 레너 - 이언 도널리
- 포리스트 휘터커 - 웨버 중위
- 마이클 스툴바그 - 핼펀 요원
- 마크 오브라이언 - 마크스 대장
- 지 마 - 상 장군
- 제이든 말론 - 6살 한나 역
- 애비게일 프니오브스키 - 8살 한나 역
- 줄리아 스칼렛 댄 - 12살 한나 역
- 앤드류 샤버 - 환경 기술자 역
- 팻 키엘리 - 환경 기술자 역
- 프랭크 쇼피언 - 캐틀러 박사 역
- 마크 카마초 - 리차드 역
- 루카스 카르티에-디저트 - 래스키 역
- 크리스챤 야다 - 콤스 역
- 소니아 비그놀트 - J. 비드웰 박사 역
- 래리 데이 - 댄 라이더 CIA 요원 역
- 조 콥든 - 암호 전문가 역
- 론 브라스 - 암호 전문가 역
- 제네비브 사브로와 - 암호 전문가 역
- 러셀 유엔 - 중국 과학자 역
- 루스 치앙 - 중국 과학자 역
- 줄리안 케이시 - 호주 과학자 역
- 토니 로비노 - 영국 과학자 역
- 안나나 라이드밸드 - 덴마크 과학자 역
- 루시 반 올덴바네벨드 - CNAC 앵커 역
- 사브리나 리브스 - 언론사 비서 역
- 비네얌 걸마 - 수단 대표 역
- 아브델하푸어 엘라지스 - 아프리카 대표 역
- 압둘 아율라 - 시에라 리오네 대표 역
- 데니얼 이스테반 - 베네수엘라 대표 역
- 알렉스 M. 유 - 일본 총리 역
- 앨버트 관 - 중국인 역
- 빅터 안드레 튀르종-트렐레 - 과학팀 멤버 역
- 마이클 낸그리브스 - 과학팀 멤버 역
- 샤샤 사마르 - 통신 작전원 역
- 나탈리 티볼트 - 갈라 게스트 역

## 기타
- 봉준호 감독도 제안을 받은적이 있는데 각색한 시나리오가 원작에 비해 좋지 않다고 생각해 자기가 새로 각색하고 싶다고 했다가 결렬되었다고 한다. 이 인터뷰에 따르면 7천만 달러(한화 약 900억 원) 정도 규모의 세트영화라고 했지만 5천만 달러로 바뀌었다.